# 2017-es magyar tekebajnokság
A 2017-es magyar tekebajnokság a hetvenkilencedik magyar bajnokság volt. A bajnokságot június 3. és 4. között rendezték meg, a férfiakét Szegeden, a nőkét Győrben.

## Eredmények
| Versenyszám            | Arany                                | Arany | Ezüst                                   | Ezüst | Bronz                                                  | Bronz |
| ---------------------- | ------------------------------------ | ----- | --------------------------------------- | ----- | ------------------------------------------------------ | ----- |
| Férfi egyéni           | Kakuk Levente Répcelaki SE           | 681   | Zapletán Zsombor Répcelaki SE           | 665   | Kiss Norbert Szegedi TE                                | 664   |
| Férfi sprint           | Kakuk Levente Répcelaki SE           |       | Danóczy Richárd Győr TC                 |       | Járfás Szilárd Zalaegerszegi TKKiss Norbert Szegedi TE |       |
| Férfi összetett egyéni | Kakuk Levente Répcelaki SE           | 908   | Kiss Norbert Szegedi TE                 | 880   | Zapletán Zsombor Répcelaki SE                          | 874   |
| Női egyéni             | Méhész Anita Rákoshegyi VSE          | 627   | Peténé Bruszt Krisztina Ferencvárosi TC | 621   | Rózsa-Drajkó Gabriella Rákoshegyi VSE                  | 618   |
| Női sprint             | Mátyás Szilvia Zalaegerszegi TE-ZÁÉV |       | Hegedűs Anita Zalaegerszegi TE-ZÁÉV     |       | Harcos Ágnes Rákoshegyi VSETímár Edina Ferencvárosi TC |       |
| Női összetett egyéni   | Méhész Anita Rákoshegyi VSE          | 838   | Hegedűs Anita Zalaegerszegi TE-ZÁÉV     | 830   | Peténé Bruszt Krisztina Ferencvárosi TC                | 820   |